# Gerard Way
Gerard Arthur Way Lee (* 9. dubna 1977 Newark, New Jersey) je americký hudebník, frontman, zpěvák a zakladatel kapely My Chemical Romance. Jde o staršího bratra, také člena kapely, baskytaristy Mikeyho Waye. Nyní bydlí v Los Angeles s manželkou Lyn-Z baskytaristkou skupiny Mindless Self Indulgence a dcerou Bandit Lee Way.

## Minulost
Narodil se v Newarku, New Jersey Donaldu Jamesovi a Donně Lee Way. Je napůl Ital (po matce) a napůl Skot (po otci). Vyrůstal v Belleville, New Jersey. Když dokončil bellevillskou střední školu v roce 1995, šel na School of Visual Arts (školu vizuálního umění) v Newyorském Brooklynu. Odpromoval s titulem Bachelor of Fine Arts (bakalář krásných umění) v roce 1999.
19. září 2007 vyšel první 8-stránkový díl komiksu The Umbrella Academy, jmenoval se Safe & Sound.

## Osobní život
Přibližně do věku 26 let bydlel u rodičů ve "sklepě", kde pěstoval rozsáhlou sbírku komiksových figurek, jak lze vidět v DVD dokumentu – koncertu Life On The Murder Scene. Několik let se potýkal se závislostí na alkoholu a lécích, ale od roku 2004 abstinuje.
Od roku 2002 do roku 2007 Way pravděpodobně chodil s kadeřnicí Elizou Cuts, se kterou byl na krátký čas v roce 2007 také zasnouben.
3. září 2007 se v Coloradu oženil s Lyn-Z, baskytaristkou skupiny Mindless Self Indulgence. Vzali se po skončení Projectu Revolution v zákulisí.
27. května 2009 ve 14:57 se stal otcem dcery Bandit Lee Way, narozené v Los Angeles.
Gerard Way se bojí jehel a miluje kávu. Jeho přezdívka je Gee.

## Zajímavosti a citáty
- Je milovníkem kávy a také miluje obilninu merlík.
- Část života byl vegetarián a k nejezení masa se často vrací.
- Měl velké problémy s drogami a alkoholem. Jednou byl tak opilý, že vystoupil na špatném pódiu.
- Před hudební kariérou pomáhal v potravinách a navrhoval hračky.
- Byl svědkem teroristického útoku v roce 2001 v USA.

##### Citáty
„One day your life will flash before your eyes. Make sure it's worth watching.“
„Jednoho dne vám proběhne život před očima. Postarejte se, aby se bylo na co dívat.“
„Sometimes you have to kind of die inside in order to rise from your own ashes and believe in yourself and love yourself to become a new person.”
„Občas musíte tak trochu umřít sami v sobě, abyste ze svého popelu vytvořili lepšího člověka"
„I'm not psycho...I just like psychotic things.”
„Nejsem blázen...mám jen rád bláznivé věci."

## Vzhled
Během kariéry vystřídal spoustu účesů. Většinou spojenými s alby. Vydanými sólově, ale i v MCR. Hned v roce 2001 měl krátké vlasy, které trochu trčely nahoru a měly černou barvu a to od roku 2003 až po dobu alba Three Cheers for the Sweet Revenge@. roce 2006 tedy rok vydání alba The Black Parade si vlasy ostříhal a obarvil na blond. Dále přišlo období delších vlasů obarvených na červeno a následně se vrátil k černým vlasům. Dnes[kdy?]má dlouhé hnědé vlasy a vousy.
Při turné po Evropě, USA a dalších destinací se na koncerty oblékal mnohdy do extravagatních obleků (ženské šaty a podobně). Ovšem i to u skalních fanoušků více a více zvedá jeho popularitu. Právě ženské oblečení reflektuje jeho výjimečný vztah k ženskosti a feminismu, který podporuje.

## Hudba a My Chemical Romance
V roce 2001 Gerard pracoval na komiksu The Breakfast Monkey pro Cartoon Network v New Yorku, až do útoků na World Trade Centre. Tato událost ho velice změnila a přivedla na nápad založení kapely My Chemical Romance. Písnička Skylines & Turnstiles byla ovlivněna právě jeho zážitkem z 11. září 2001. Za největší inspiraci pro svou výtvarnou a textařskou tvorbu považoval svou babičku Elenu Rush, jejíž odkaz můžeme vidět například v písni Helena, která je věnovaná její památce.
Také se výtvarně podílel na obalech všech čtyř alb My Chemical Romance – "I Brought You My Bullets, You Brought Me Your Love", "Three Cheers for the Sweet Revenge", "The Black Parade" i "Danger Days: The True Lives of the Fabulous Killjoys". Sám navrhl kostýmy do videoklipu k písni "Helena".

### Život mezi My Chemical Romance
Po rozpadu kapely My Chemical Romance (22. 3. 2013) se dlouho nevědělo, co dál. Gerard podával na Twitteru nezištné informace ohledně jeho nadcházejících počinů. V květnu 2014 ohlásil vydání sólové desky s jeho novou kapelou nazvanou "Gerard Way & The Hormones". Proč zrovna hormony? "Protože by bez nich nebyl rock 'n' roll," říká Gerard.
Nové album nazvané Hesitant Alien vydané 30. září 2014 obsahuje 12 písní laděných do britpopového žánru. Gerard má rád Davida Bowieho, Blur, Jacka Whitea nebo Pulp, což je vidět i na retro stylizovaných písních. Album obsahuje singly "Millions", "No Shows" nebo "Brother", na kterém spolupracoval se svým bratrem Mikeym. Dále také na desce najdete "Zero Zero", předělávku dřívější písně, kterou Gerard nahrál ještě s My Chem.
Deska byla produkována Robem Cavallem, se kterým Gerard v minulosti spolupracoval s My Chem.
Na konci roku 2014 a na začátku 2015 se Gerard s kritiky velice kladně přijímanou deskou vydal na celosvětové turné, v jehož rámci navštívil i Prahu. Koncert v Lucerna Music Baru se konal 28. ledna 2015, a ačkoli bylo publikum víceméně stejné jako s My Chem (dospívající dívky), koncert se velice vydařil.
Gerard přemýšlí, že vydá další desku, s jejíž mixáží nechce trávit příliš času. Také by rád vydal třetí díl The Umbrella Academy. Gerardovi také vyšel komiks Spider-Man, a objevil se v pořadu Pancake Mountain.
V roce 2016 bylo desáté výročí desky The Black Parade a při této příležitosti došlo k vydání desky The Black Parade/Living with Ghosts, která zapříčinila falešnou naději na návrat kapely. Deska obsahuje nevydané písně a předělané písně z Black Parade.
V roce 2016 Gerard neoficiálně oznámil, že pracuje na nové hudbě. Nadále se věnuje tvorbě komiksů.
26. října 2018 vydal singl Baby You're a Haunted House.
25. března vychází singl ve spolupráci s Ibaraki s názvem Rōnin. Objevují se zde prvky black metalu.

### Návrat My Chemical Romance
V roce 2019 ohlásila skupina My Chemical Romance po 6 letech návrat. Nejen, že skupina naplánovala několik koncertů, ale ukázala i nový styl, i tak čerpá z minulosti kapely. V roce 2020 měli vystoupit v Praze, to ale nevyšlo kvůli pandemii covidu-19 a stejně tak se zhatily plány i pro rok 2021. Pro rok 2022 vypadá koncert v Praze nadějně. Gerard Way se poměrně uzavřel a nebýt jeho instagramového účtu, na který přidává příspěvky mnohem méně častěji než v minulosti, téměř nic bychom o něm nevěděli.
Na podzim roku 2024 kapela oznamuje turné po USA a Kanadě na léto 2025. Upoutávky jsou provázeny krátkými záhadnými klipy, které nechávají u největších fanoušků MCR velké naděje na nové album.